# Trebacosa brunhesi
Trebacosa brunhesi là một loài nhện trong họ Lycosidae.
Loài này thuộc chi Trebacosa. Trebacosa brunhesi được Villepoux miêu tả năm 2007.